# Церковь Святого Апостола Матфея (Аникщяй)
Церковь Святого апостола и евангелиста Матфея (лит. Šv. apaštalo evangelisto Mato bažnyčia) — католическая церковь в городе Аникщяй, Литва. Самый высокий храм в Литве (79 метров).

## История
Первое упоминание о приходской церкви в этом месте относится к XV веку. В 1566 и 1671 годах храм горел. В 1768 году была открыта каменная церковь. В 1823 построена колокольня. В 1898 году был подтвержден проект нового храма архитектора Николая Андреева ценою в 87 090 рублей. Открытие храма состоялось в 1909 году. Колокольня была снесена. Башни церкви пострадали во время Первой мировой войны. Высота храма до этого составляла 84 м. В 1928 году в пожаре сгорел приходской архив и алтарь. Реставрация проводилась по инициативе настоятеля Юозаса Норвилы. В 1957 году в храме был открыт бюст писателю Антанасу Баранаускасу. В 2012 году на одной из башен была открыта смотровая площадка. В 2020 году в костёльном дворе нашли поврежденный латунный колокол XVIII века.

## Галерея

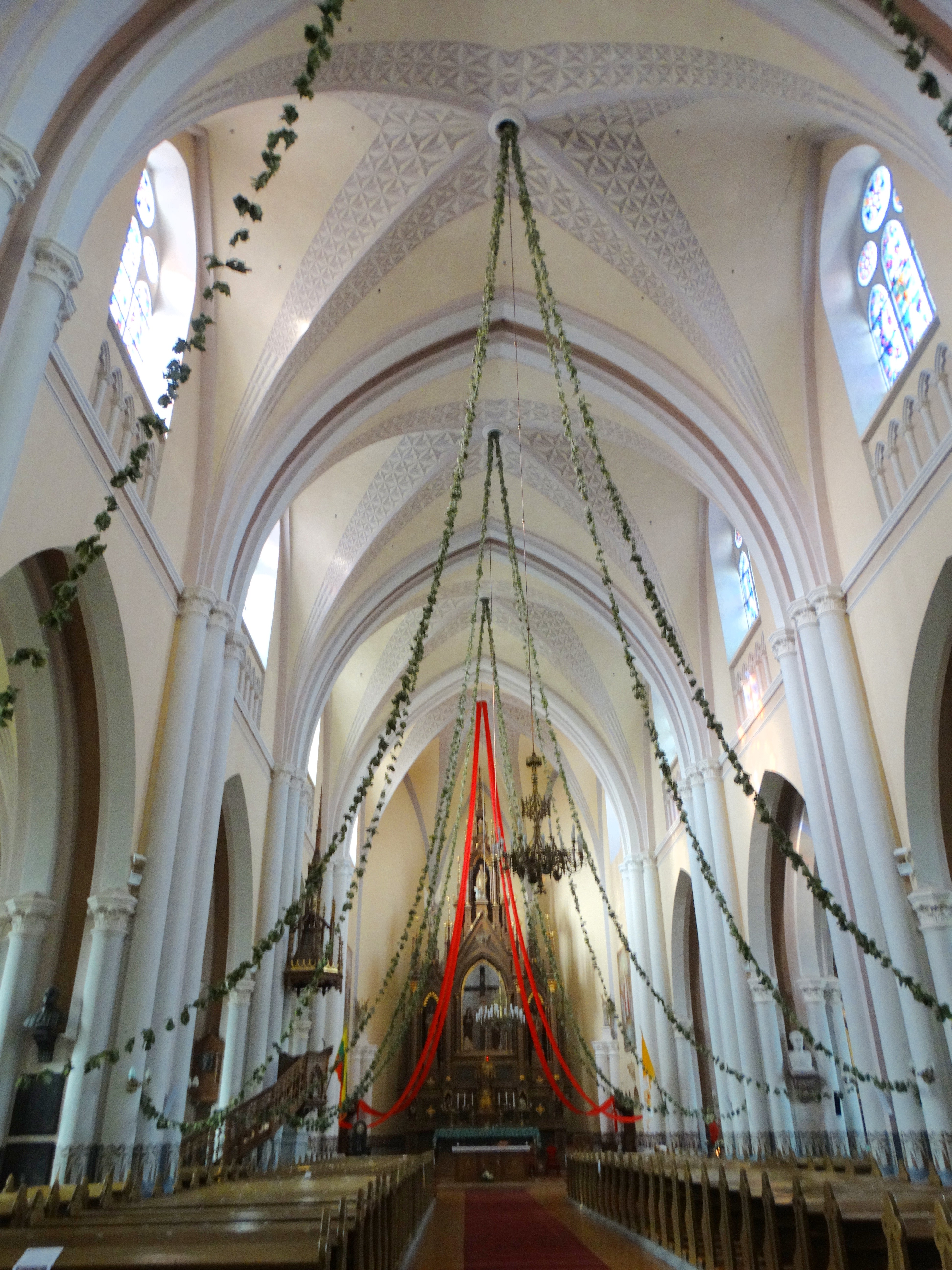
интерьер храма
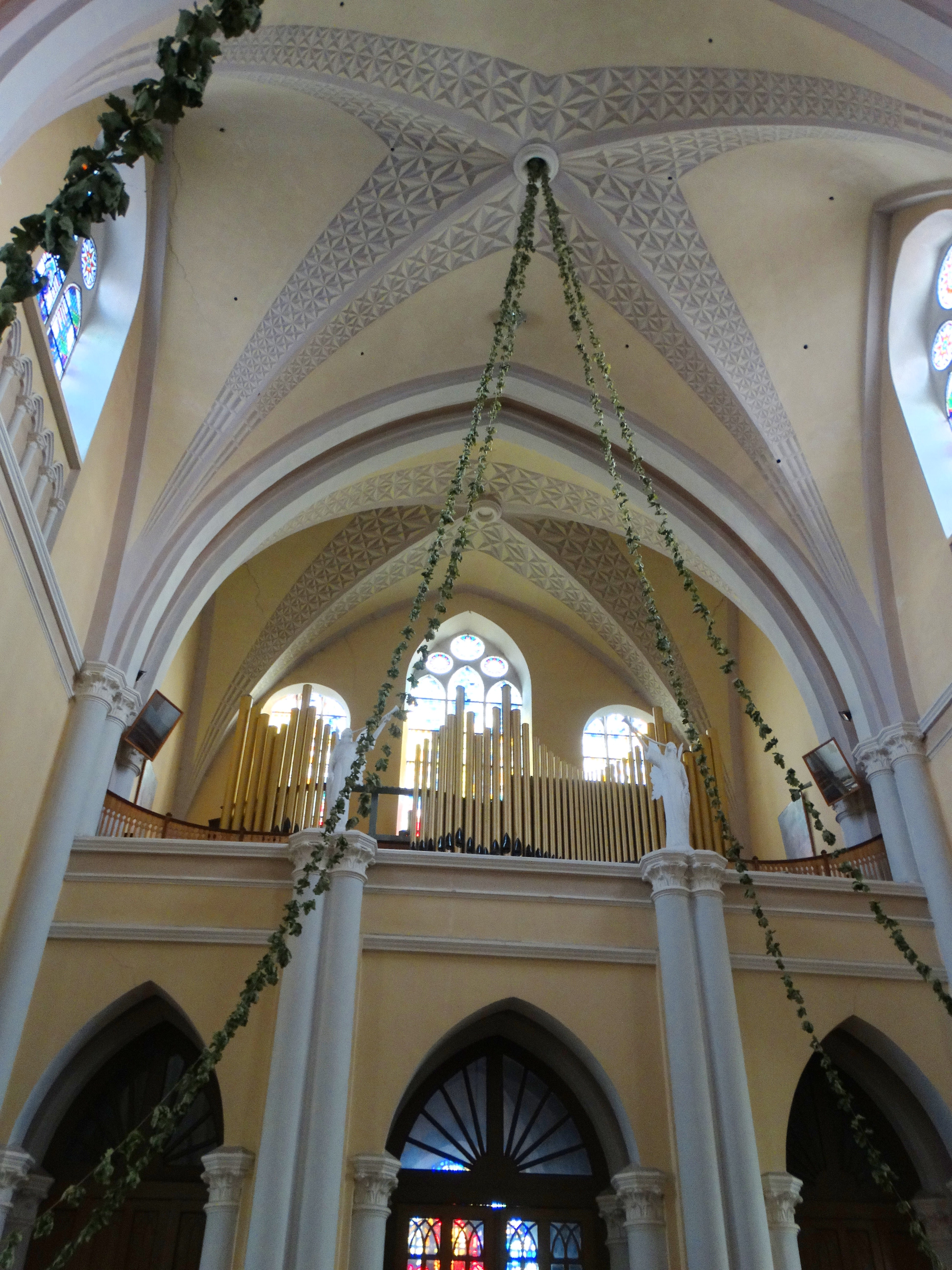
органы
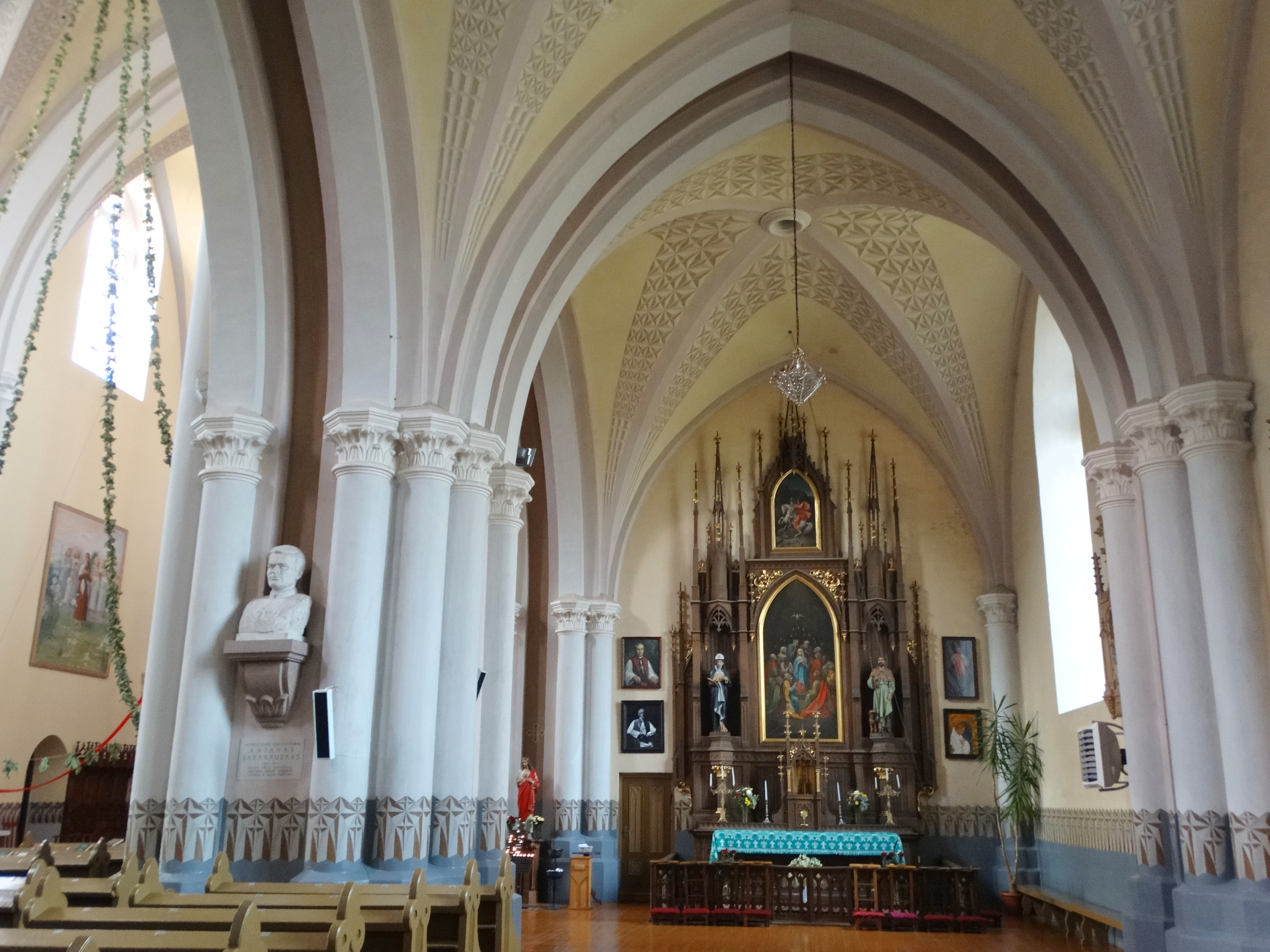
бюст А. Баранаускасу
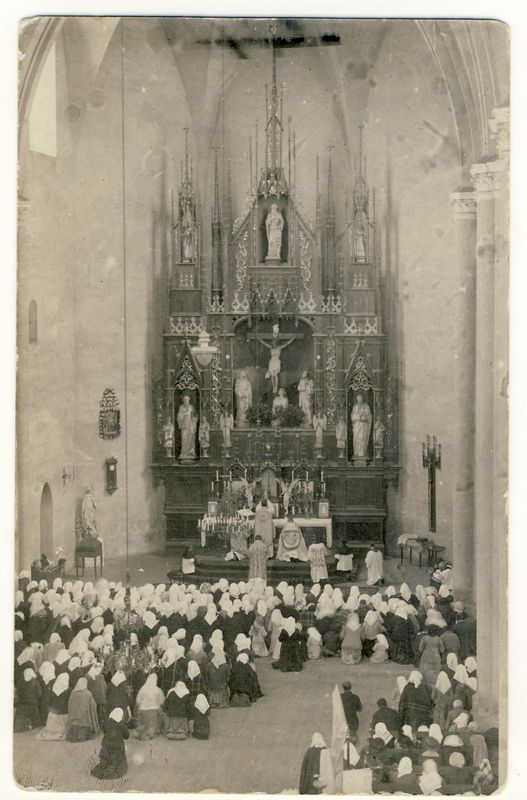
алтарь в 1915 году
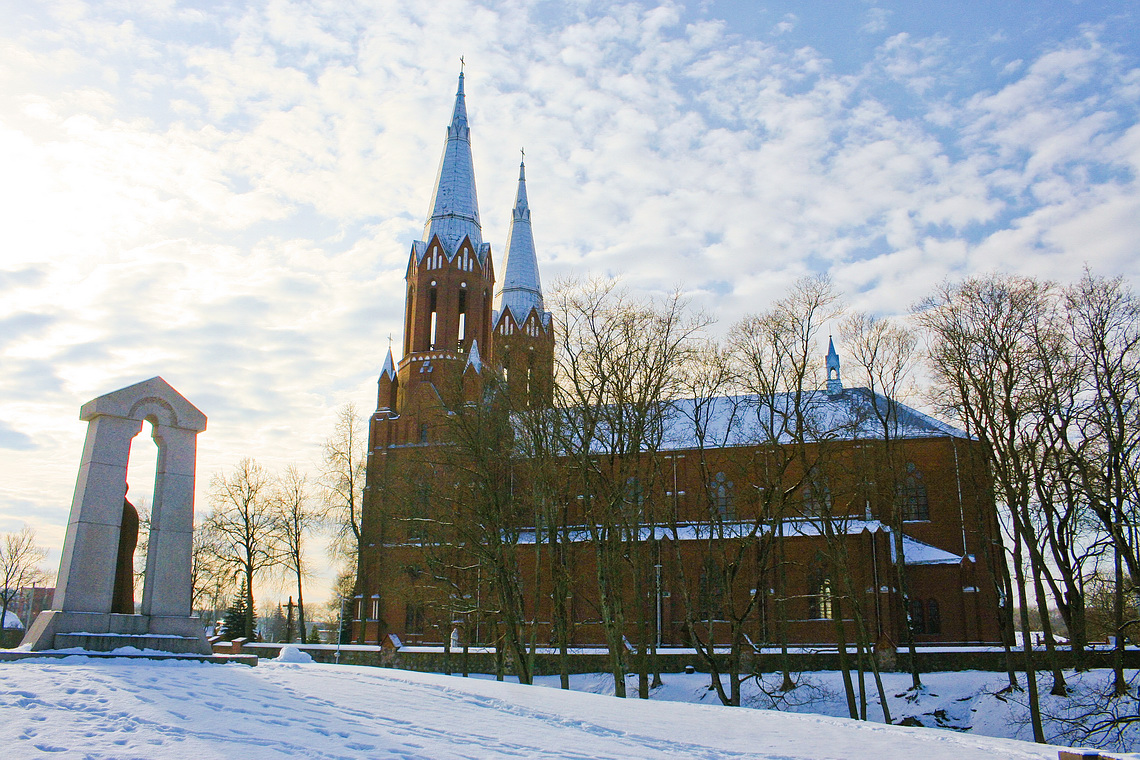
храм сбоку
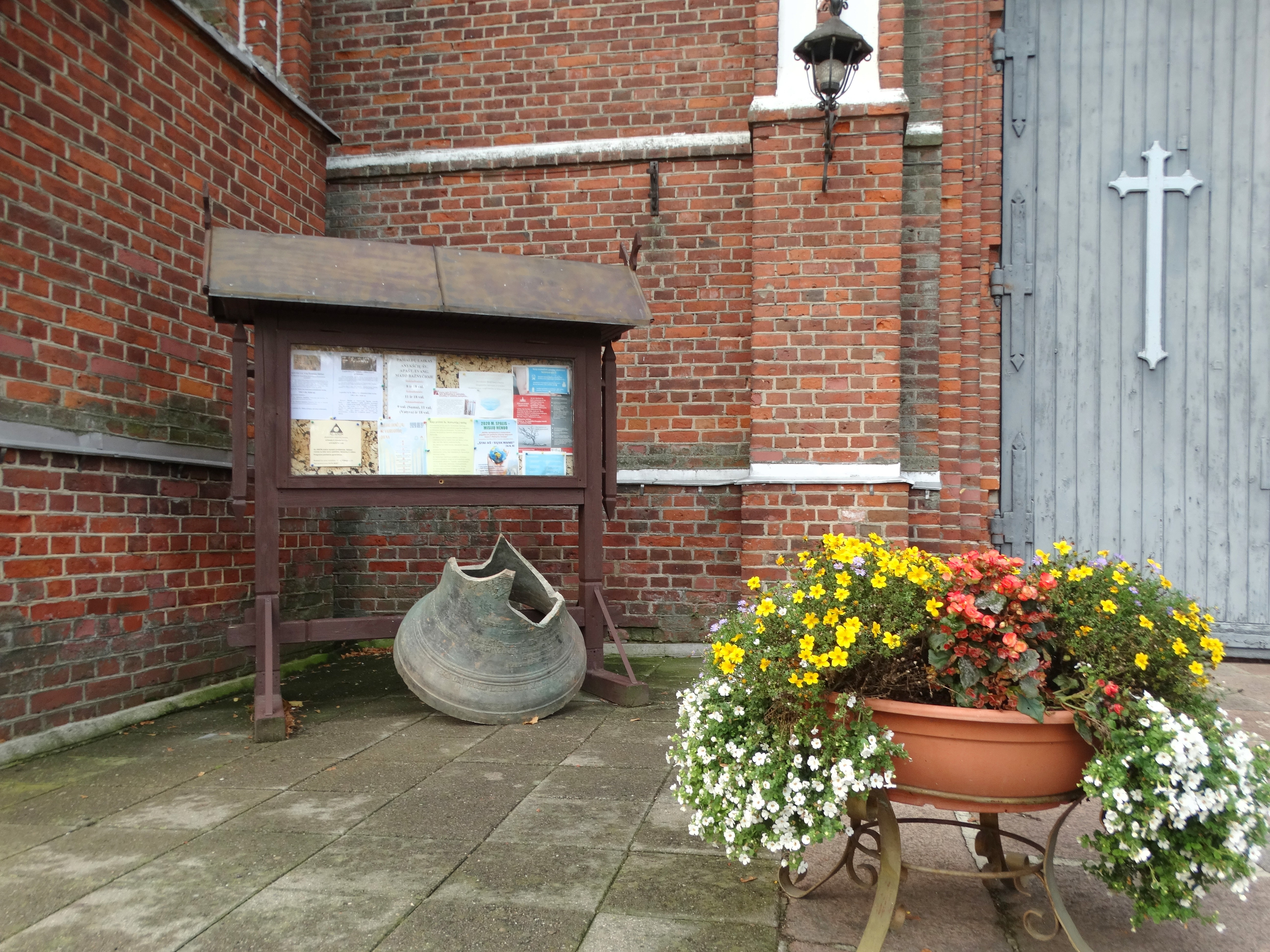
найденный поврежденный колокол XVIII века